# Anabropsinae
Anabropsinae – podrodzina owadów prostoskrzydłych i z podrzędu długoczułkowych i rodziny wet.

## Morfologia
Prostoskrzydłe o ciele w profilu niewygiętym łukowato. Głowę mają zaopatrzoną w znacznie dłuższe od przedplecza czułki, trójzębne żuwki wewnętrzne i niewykazujące dymorfizmu płciowego żuwaczki (u większości innych wet żuwaczki samców są zmodyfikowane). Skrzydła również nie wykazują dymorfizmu płciowego, a bywają zredukowane u obu płci. Użyłkowanie pokryw charakteryzuje się nierozszerzonym polem pomiędzy żyłkami MP+CuA1 (żyłka powstała z połączenia tylnej żyłki medialnej i pierwszej gałęzi przedniej żyłki kubitalnej) a CuA2 (druga gałąź przedniej żyłki kubitalnej) oraz niemal prostą tylną żyłką kubitalną. Użyłkowanie tylnych skrzydeł odznacza się niezlanymi żyłkami MP+CuA1 i CuA2. Odnóża wszystkich par mają kolce przedwierzchołkowe na górnej powierzchni goleni i czteroczłonowe stopy. Biodra pierwszej pary uzbrojone są w kolce. Tylna para ud ma na powierzchniach zewnętrznych wyraźne, ustawione w szewrony listewki. U większości gatunków narządy tympanalne oraz aparat strydulacyjny na niższych partiach początkowych tergitów odwłoka są wykształcone. Odwłok samca ma mniej lub lepiej rozwinięte płatki w tyle dziewiątego tergitu, szeroko rozstawione haczykowate wyrostki na dziesiątym tergicie i sztylety na płytce genitalnej. Samica ma w pełni rozwinięte pokładełko, u którego dolna część walwy górnej wchodzi w rowek na walwie dolnej.

## Występowanie
Podrodzina przypuszczalnie ma zasięg pantropikalny. Większość gatunków znanych jest z Ameryki Centralnej i Meksyku, ale występują one także w Azji Południowo-Wschodniej i krainie australijskiej. Ponadto rodzaj Anabropsis podawany był z Ameryki Południowej (Ekwador i Kolumbia) i równikowej Afryki (Kongo), jednak dane te wymagają weryfikacji. Jeśli do podrodziny włączać Glaphyrosomatini to jej zasięg rozszerza się o południe krainy nearktycznej.

## Taksonomia
Według bazy Orthoptera Species File systematyka podrodziny przedstawia się następująco:
- plemię: Anabropsini Rentz & Weissman, 1973
  - Anabropsis Rehn, 1901
  - Apteranabropsis Gorochov, 1988
  - Exogryllacris Willemse, 1963
  - Paterdecolyus Griffini, 1913
  - Pteranabropsis Gorochov, 1988
- plemię: Brachyporini Gorochov, 2001
  - Brachyporus Brunner von Wattenwyl, 1888
  - Penalva Walker, 1870
- plemię: incertae sedis
  - Brevipenna Shi & Bian, 2016

Rozważa się zaliczenie do tej podrodziny także plemienia Glaphyrosomatini, które obecnie umieszcza się jako incertae sedis w rodzinie wet i, które obejmuje dwa rodzaje:
- Cnemotettix Caudell, 1916
- Glaphyrosoma Brunner von Wattenwyl, 1888